# 박전구
박전구는 대한민국의 가수다. 2018년 싱글 [BED]로 정식 데뷔했다.

## 방송
- 보이스 코리아 2 (2013) - Top42

## 음반
- BED (2018)

## 피처링
- 유니크노트 《너라는 비가 내려와》 (2018)
- 유니크노트 《여자친구》 (2018)

## 작사, 작곡
- 박전구 《BED》 (2018) - 작사, 작곡
- 신기남 《FINE》 (2019) - 작사
- 신기남 《내 사람》 (2020) - 작사
- 에버 《그대입니다》 (2021) - 작사, 작곡
- 신기남 《FINE (Remastered)》 (2021) - 작사, 작곡